# Friedrich Rebling
Friedrich Rebling, född den 14 augusti 1834 i Barby, död den 15 oktober 1900 i Leipzig, var en tysk operasångare och sånglärare. Han var bror till Gustav Rebling.
Rebling studerade vid konservatoriet i Leipzig och var privatelev hos Götze i sång. Han uppträdde som lyrisk tenor i Rostock, Königsberg, Breslau och 1865–1878 i Leipzig. Rebling blev 1877 sånglärare vid konservatoriet där.